# Красная Горка (Демянский район)
Красная Горка — деревня в Песоцком сельском поселении, Демянского района, Новгородской области.

## История
В 1924 г. постановлением президиума ВЦИК деревни Мошонки Филиппогорской волости Демянского уезда Новгородской губернии в деревню Красная Горка.

## Население
| 2010 |
| ---- |
| 10   |